# Szingapúri labdarúgó-szövetség
Szingapúri labdarúgó-szövetség (FAS) (angolul: Football Association of Singapore).

## Története
A legelső labdarúgó-szövetséget 1892-ben alapították Ázsiában, neve Szingapúri Amatőr Labdarúgó-szövetség. A mai FAS, jogutódként 1952-ben alakult. A FAS irányítja a sportszervezet működését, felelős a labdarúgás fejlesztéséért. Vezeti az S-League (profi) és az amatőr nemzeti bajnokságokat, kupaversenyeket. Felelős az ifjúsági és a női labdarúgás fejlesztéséért. Támogatja, vezeti az edzőbizottság, a Játékvezetői Bizottság működését.
Thaiföld mellett a legeredményesebb csapat az ASEAN Football Championship történelmében: 1998-ban, 2004-ben és 2007-ben megnyeri a területi nemzetközi versenyt.